# Albert Aublet

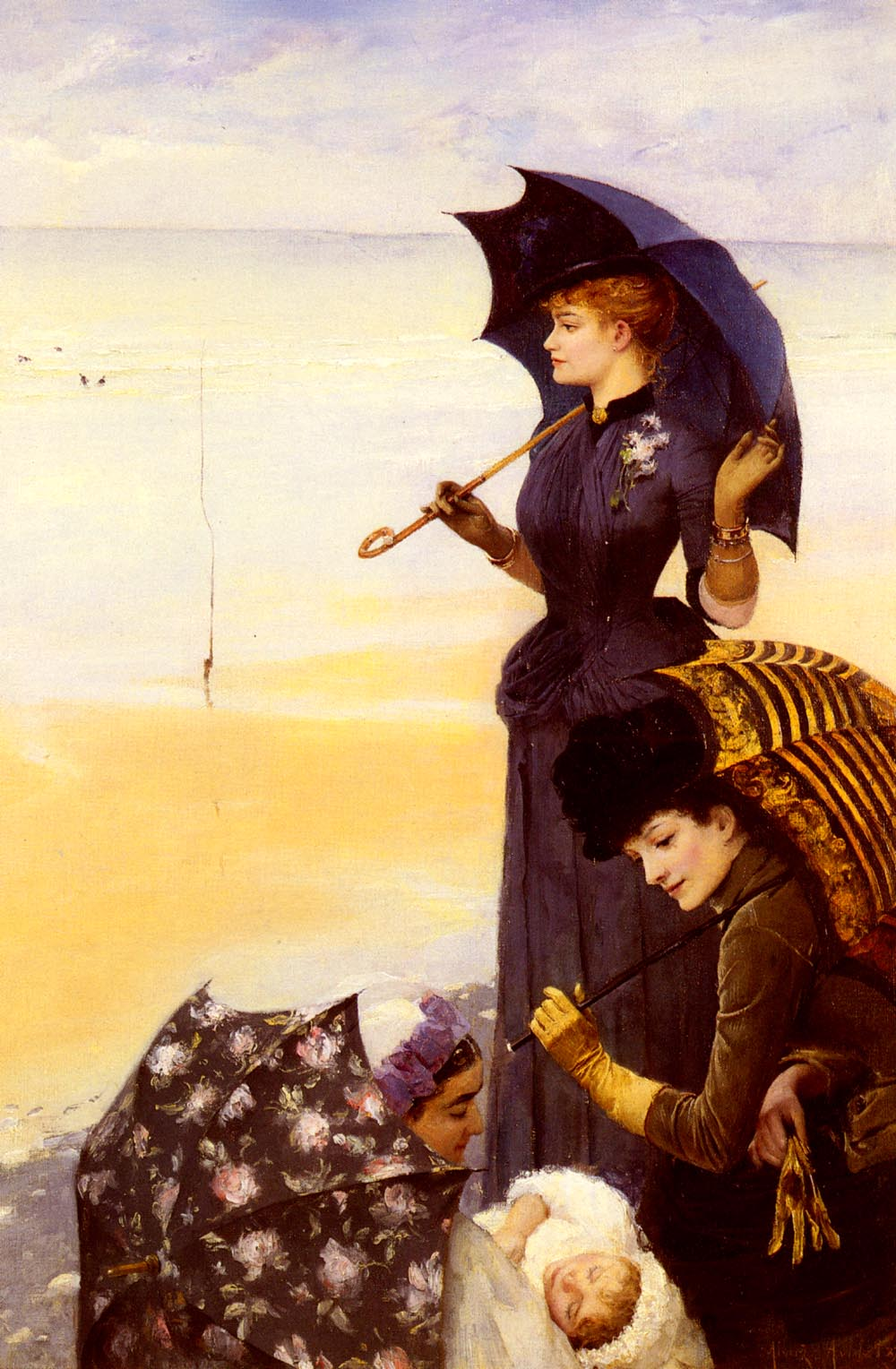
Na pláži Le Treportu, 1887

Albert Aublet ( 18. ledna 1851, Paříž – 3. března 1938, Paříž) byl francouzský akademický malíř. Studoval u akademického malíře Jeana-Léona Gérôma a tvořil především žánrové obrázky, mytologické a historické malby a portréty. První ocenění ze Salonu získal v roce 1880. Navštívil Konstantinopol, která mu byla inspirací pro orientální motivy jeho obrazů.

## Dílo
- Zahrada harému, 1911
- Mladá Tunisanka, 1902
- Váza pivoněk, 1887
- Selene, 1880